# كريم آغا شكخنوف
كريم آغا شكخنوف كان شاعرًا ومؤرخًا كتب باللغتين الأذرية والفارسية.

## السيرة الذاتية
وُلِد عام 1788 لأب يدعى فتح علي خان وأم تدعى خورشيد خانوم من قوبا في شكي، والتي كانت تحت حكم خانية شكي. تلقى تعليمه الخاص في القصر، وكان يتقن اللغتين العربية والفارسية. وصفه فريدون بك كوتشارلي بأنه مسلم متدين، وقد أدرج اسمه في عمله الأكاديمي الرئيسي بعنوان مواضيع حول تاريخ الأدب الأذري. كتب في الغالب باللغة الفارسية وأيضًا بلغته الأم الأذرية.

## أعماله
- ديوان - ضاع الآن. ربما باللغة الفارسية.
- المديح مخصص للنبي محمد، وأسماه الغزل.
- الغزل باللغة الأذرية.
- تاريخ موجز لحكام شكي - مكتوب باللغة الأذرية، مدرج في مقتطفات من كتاب محمديين لبرنارد دورن في عام 1858.[2] ومع ذلك، نسب الكتاب عن طريق الخطأ إلى شخص معين يدعى عبد اللطيف أفندي، بينما خلص الشاعر الأذري سلمان ممتاز [الإنجليزية] إلى أنه في الواقع كان عمل كريم شكي خانوف.[2] أعيد نشره في عام 1958، هذه المرة تحت اسم كريم آغا. وفقًا للمؤرخ الأذربيجاني عدالات طاهر زاده، ربما كُلِّف إيفان باسكيفيتش - وهو قائد عسكري روسي في القوقاز - بتأليف الكتاب.[3]

## العائلة
كان لديه أربعة أبناء (عبد الحميد، ومصطفى، وإسماعيل، وجعفر، وغولو خانوم وابنة واحدة)، بعضهم دفن في مسجد شكي خان:
| الاسم             | شاهد القبر | تاريخ الميلاد | تاريخ الوفاة                  | الصلة         |
| ----------------- | ---------- | ------------- | ----------------------------- | ------------- |
| كريم آغا شكنخوف   |            | حوالي 1788    | 10 كانون الأول (ديسمبر) 1858  | نفسه          |
| مصطفى آغا شكنخوف  |            | حوالي 1831    | 5 تشرين الثاني (نوفمبر) 1895  | ابن كريم آغا  |
| غولو خانوم شكنخوف |            |               | 19 تشرين الثاني (نوفمبر) 1858 | ابنة كريم آغا |